# Campeonato Mundial de Esquí Nórdico de 2025
El LVI Campeonato Mundial de Esquí Nórdico se celebró en Trondheim (Noruega) entre el 26 de febrero y el 9 de marzo de 2025 bajo la organización de la Federación Internacional de Esquí (FIS) y la Federación Noruega de Esquí.

## Esquí de fondo

### Masculino
| Evento                          | Oro                                                                                           | Plata                                                                              | Bronce                                                                             |
| ------------------------------- | --------------------------------------------------------------------------------------------- | ---------------------------------------------------------------------------------- | ---------------------------------------------------------------------------------- |
| Velocidad individual EL (27.02) | Johannes Klæbo · Noruega · 2:45,74                                                            | Federico Pellegrino · Italia · 2:46,41                                             | Lauri Vuorinen · Finlandia · 2:50,53                                               |
| Velocidad por equipo EC (05.03) | Noruega · Erik Valnes · Johannes Klæbo · 18:27,71                                             | Finlandia · Ristomatti Hakola · Lauri Vuorinen · 18:31,81                          | Suecia · Oskar Svensson · Edvin Anger · 18:31,82                                   |
| 10 km EC (04.03)                | Johannes Klæbo · Noruega · 28:16,6                                                            | Erik Valnes · Noruega · 28:25,4                                                    | Harald Østberg Amundsen · Noruega · 28:27,6                                        |
| 20 km persecución EM (01.03)    | Johannes Klæbo · Noruega · 44:22,3                                                            | Martin Nyenget · Noruega · 44:23,7                                                 | Harald Østberg Amundsen · Noruega · 44:23,7                                        |
| 50 km EL (08.03)                | Johannes Klæbo · Noruega · 1:57:47,1                                                          | William Poromaa · Suecia · 1:57:49,2                                               | Simen Hegstad Krüger · Noruega · 157:56,6:                                         |
| Relevo 4 × 7,5 km (06.03)       | Noruega · Erik Valnes · Martin Nyenget · Harald Østberg Amundsen · Johannes Klæbo · 1:08:13,7 | Suiza · Cyril Fähndrich · Jonas Baumann · Jason Rüesch · Valerio Grond · 1:08:35,3 | Suecia · Truls Gisselman · William Poromaa · Jens Burman · Edvin Anger · 1:08:35,5 |

### Femenino
| Evento                          | Oro                                                                                | Plata                                                                                  | Bronce                                                                              |
| ------------------------------- | ---------------------------------------------------------------------------------- | -------------------------------------------------------------------------------------- | ----------------------------------------------------------------------------------- |
| Velocidad individual EL (27.02) | Jonna Sundling · Suecia · 3:03,36                                                  | Kristine Skistad · Noruega · 3:05,49                                                   | Nadine Fähndrich · Suiza · 3:06,20                                                  |
| Velocidad por equipo EC (05.03) | Suecia · Jonna Sundling · Maja Dahlqvist · 20:51,63                                | Estados Unidos Jessica Diggins Julia Kern 20:54,53                                     | Suiza · Anja Weber · Nadine Fähndrich · 21:00,76                                    |
| 10 km EC (04.03)                | Ebba Andersson · Suecia · 30:19,8                                                  | Therese Johaug · Noruega · 30:21,1                                                     | Frida Karlsson · Suecia · 30:31,9                                                   |
| 20 km persecución EM (02.03)    | Ebba Andersson · Suecia · 47:57,1                                                  | Therese Johaug · Noruega · 47:57,1                                                     | Jonna Sundling · Suecia · 48:07,3                                                   |
| 50 km EL (09.03)                | Frida Karlsson · Suecia · 2:24:55,3                                                | Heidi Weng · Noruega · 2:24:57,4                                                       | Therese Johaug · Noruega · 2:24:58,2                                                |
| Relevo 4 × 7,5 km (07.03)       | Suecia · Emma Ribom · Frida Karlsson · Ebba Andersson · Jonna Sundling · 1:15:41,5 | Noruega · Heidi Weng · Astrid Øyre Slind · Therese Johaug · Kristin Fosnæs · 1:15:42,2 | Alemania · Pia Fink · Katharina Hennig · Helen Hoffmann · Victoria Carl · 1:16:54,9 |

## Salto en esquí

### Masculino
| Evento                              | Oro                                                           | Plata                                                                              | Bronce                                                                                                |
| ----------------------------------- | ------------------------------------------------------------- | ---------------------------------------------------------------------------------- | --- |
| Trampolín normal individual (02.03) | Marius Lindvik · Noruega · 265,5 pts.                         | Andreas Wellinger · Alemania · 263,2 pts.                                          | Jan Hörl · Austria · 256,3 pts.                                                                       |
| Trampolín grande individual (08.03) | Domen Prevc Eslovenia 301,8                                   | Jan Hörl · Austria · 286,6                                                         | Ryoyu Kobayashi Japón 284,7                                                                           |
| Trampolín grande por equipo (06.03) | Eslovenia Lovro Kos Domen Prevc Timi Zajc Anže Lanišek 1080,8 | Austria · Daniel Tschofenig · Maximilian Ortner · Stefan Kraft · Jan Hörl · 1067,4 | Noruega · Johann André Forfang · Robin Pedersen · Kristoffer Eriksen Sundal · Marius Lindvik · 1065,3 |

### Femenino
| Evento                              | Oro                                                                                            | Plata                                                                                       | Bronce                                                                                 |
| ----------------------------------- | ---------------------------------------------------------------------------------------------- | ------------------------------------------------------------------------------------------- | -------------------------------------------------------------------------------------- |
| Trampolín normal individual (28.02) | Nika Prevc Eslovenia 259,2 pts.                                                                | Selina Freitag · Alemania · 250,8 pts.                                                      | Anna Odine Strøm · Noruega · 246,6 pts.                                                |
| Trampolín grande individual (07.03) | Nika Prevc Eslovenia 150,9                                                                     | Selina Freitag · Alemania · 136,7                                                           | Eirin Maria Kvandal · Noruega · 136,0                                                  |
| Trampolín normal por equipo (01.03) | Noruega · Anna Odine Strøm · Ingvild Midtskogen · Heidi Tråserud · Eirin Maria Kvandal · 904,5 | Austria · Lisa Eder · Julia Mühlbacher · Jacqueline Seifriedsberger · Eva Pinkelnig · 885,1 | Alemania · Juliane Seyfarth · Katharina Schmid · Agnes Reisch · Selina Freitag · 846,5 |

### Mixto
| Evento                             | Oro | Plata                                                               | Bronce                                                                                     |
| ---------------------------------- | --- | ------------------------------------------------------------------- | ------------------------------------------------------------------------------------------ |
| Trampolín largo por equipo (05.03) | Noruega · Anna Odine Strøm · Marius Lindvik · Eirin Maria Kvandal · Johann André Forfang · 1020,4 pts. | Eslovenia Ema Klinec Domen Prevc Nika Prevc Anže Lanišek 959,3 pts. | Austria · Eva Pinkelnig · Stefan Kraft · Jacqueline Seifriedsberger · Jan Hörl · 906,8pts. |

## Combinada nórdica

### Masculino
| Evento                | Oro                                                                                          | Plata                                                                                      | Bronce                                                                                      |
| --------------------- | -------------------------------------------------------------------------------------------- | ------------------------------------------------------------------------------------------ | ------------------------------------------------------------------------------------------- |
| TN + 7,5 km (01.03)   | Jarl Magnus Riiber · Noruega · 17:13,4                                                       | Jens Lurås Oftebro · Noruega · 17:14,2                                                     | Vinzenz Geiger · Alemania · 17:14,5                                                         |
| TG + 10 km (08.03)    | Jarl Magnus Riiber · Noruega · 24:57,5                                                       | Jørgen Graabak · Noruega · 26:08,2                                                         | Vinzenz Geiger · Alemania · 26:08,6                                                         |
| TG + 4 × 5 km (07.03) | Alemania · Johannes Rydzek · Wendelin Thannheimer · Julian Schmid · Vinzenz Geiger · 50:37,7 | Austria · Johannes Lamparter · Franz-Josef Rehrl · Martin Fritz · Fabio Obermeyr · 50:44,5 | Noruega · Simen Tiller · Jørgen Graabak · Jens Lurås Oftebro · Jarl Magnus Riiber · 52:17,5 |

### Femenino
| Evento                            | Oro                                      | Plata                                       | Bronce                          |
| --------------------------------- | ---------------------------------------- | ------------------------------------------- | ------------------------------- |
| TN + 5 km salida en grupo (27.02) | Yuna Kasai Japón 121,0 pts.              | Gyda Westvold Hansen · Noruega · 118,7 pts. | Haruka Kasai Japón 115,6 pts.   |
| TN + 5 km individual (02.03)      | Gyda Westvold Hansen · Noruega · 13:42,9 | Ida Marie Hagen · Noruega · 13:49,5         | Lisa Hirner · Austria · 13:50,4 |

### Mixto
| Evento                                        | Oro                                                                                                  | Plata                                                                                   | Bronce                                                                                     |
| --------------------------------------------- | --- | --------------------------------------------------------------------------------------- | ------------------------------------------------------------------------------------------ |
| TN + 2 × 2,5 km/2 × 5 km equipo mixto (28.02) | Noruega · Jens Lurås Oftebro · Gyda Westvold Hansen · Ida Marie Hagen · Jarl Magnus Riiber · 36:37,5 | Alemania · Julian Schmid · Jenny Nowak · Nathalie Armbruster · Vinzenz Geiger · 37:54,3 | Austria · Stefan Rettenegger · Claudia Purker · Lisa Hirner · Johannes Lamparter · 38:32,6 |

## Medallero
| Núm. | País           | Oro | Plata | Bronce | Total |
| ---- | -------------- | --- | ----- | ------ | ----- |
| 1    | Noruega        | 13  | 11    | 8      | 32    |
| 2    | Suecia         | 6   | 1     | 4      | 11    |
| 3    | Eslovenia      | 4   | 1     | 0      | 5     |
| 4    | Alemania       | 1   | 4     | 4      | 9     |
| 5    | Japón          | 1   | 0     | 2      | 3     |
| 6    | Austria        | 0   | 4     | 4      | 8     |
| 7    | Suiza          | 0   | 1     | 2      | 3     |
| 8    | Finlandia      | 0   | 1     | 1      | 2     |
| 9    | Estados Unidos | 0   | 1     | 0      | 1     |
| 9    | Italia         | 0   | 1     | 0      | 1     |
|      | TOTAL          | 25  | 25    | 25     | 75    |